# Фини, Франческо Антонио
Франческо Антонио Фини (итал. Francesco Antonio Finy; 6 мая 1669, Минервино-Мурдже, Неаполитанское королевство — 5 апреля 1743, Неаполь, Неаполитанское королевство) — итальянский куриальный кардинал, доктор обоих прав. Епископ Авеллино и Фридженто с 6 июля 1722 по 29 июля 1726. Титулярный архиепископ Дамаска с 20 декабря 1724 по 26 января 1728. Магистр Папской Палаты с 13 июня 1726 по 26 января 1728. Кардинал in pectore с 9 декабря 1726 по 26 января 1728. Кардинал-священник с 26 января 1728, с титулом церкви Санта-Мария-ин-Виа с 8 марта 1728 по 6 июля 1729. Кардинал-священник с титулом церкви Сан-Систо с 6 июля 1729 по 3 сентября 1738. Кардинал-священник с титулом церкви Санта-Мария-ин-Трастевере с 3 сентября 1738 по 16 сентября 1740 и с 11 марта по 5 апреля 1743. Кардинал-священник с титулом церкви Сан-Пьетро-ин-Винколи с 16 сентября 1740 по 11 марта 1743.

## Ранние годы и образование
Франческо Антонио Фини родился 6 мая 1669 года, в Минервино, Неаполитанская архиепископия. Сын Анджело Фини, врача из Гравины, и его жены Чинции Троизи (или Тройзи). Его фамилия также указана как Фини и Фино.
Франческо учился в семинарии Гравины, а затем в университете Ла Сапиенца в Риме (докторская степень in utroque iure, как канонического, так и гражданского права, 18 декабря 1700 года). Получил церковную тонзуру от епископа Гравины, который впоследствии рекомендовал его кардиналу Винченцо Марии Орсини, доминиканцу, архиепископу Беневенто, будущему Папе Бенедикту XIII.

## Священство
Франческо Антонио Фини рукоположен в священника 31 мая 1692 года. Помощник по обучению при дворе кардинала Орсини, архиепископа Беневенто. В архиепископии Беневенто — мансионари (бенефициар) столичного собора; каноник, примицерий и архипресвитер кафедрального капитула; апостольский визитатор; викарий женских монастырей; магистр палаты архиепископа.

## Епископ
Франческо Антонио Фини избран епископом Авеллино и Фридженто 6 июля 1722 года. Рукоположен 15 ноября 1722 года в Беневенто кардиналом Винченцо Марией Орсини, архиепископом Беневенто, который, 18 июля 1723 года, даровал ему полномочия совершать епископские хиротонии.
Он отправился в Рим после избрания Папы Бенедикта XIII, который попросил его остаться при папском дворе. 20 декабря 1724 года повышен до титулярного архиепископа Дамаска, с сохранением епархии Авеллино и Фридженто.
13 июня 1726 года, когда кардинал Никколо Леркари был назначен государственным секретарём, он сменил его на посту префекта Кубикули Его Святейшества. 29 июля 1726 года сложил с себя управление епархией. Помощник Папского трона с 13 февраля 1727 года.

## Кардинал
Возведён в кардиналы in pectore  на консистории от 9 декабря 1726 года. Объявлен кардиналом-священником на консистории от 26 января 1728 года, 8 марта 1728 года получил красную шляпу и титул церкви Санта-Мария-ин-Виа. 6 июля 1729 года получил титул церкви Сан-Систо.
Участвовал в конклаве 1730 года, избравшим Папу Климента XII. Слухи о том, что он злоупотреблял доверием и щедростью покойного Папы, заставили Папу Климента XII назначить конгрегацию для расследования обвинений, все они были признаны недостаточными и пустыми и были отклонены. 3 сентября 1738 года получил титул церкви Санта-Мария-ин-Трастевере.
Участвовал в конклаве 1740 года, на котором был избран Папа Бенедикт XIV. 16 сентября 1740 года получил титул церкви Сан-Пьетро-ин-Винколи.
Он удалился в Неаполь, где прожил назидательную и образцовую жизнь. 11 марта 1743 года, снова получил титул церкви Санта-Мария-ин-Трастевере. Он был очень щедр с бедными и помогал им многочисленными милостынями.

## Смерть
Скончался кардинал Франческо Антонио Фини 5 апреля 1743 года, в Неаполе, куда он отправился лечиться от болезни. Его тело было выставлено и захоронено в иезуитской церкви Джезу Нуово, в Неаполе, с великолепной эпитафией.